# Gaideris di Benevento
Gaideris, detto anche Gaiderisio, Waifer, Waifar, Guaifer o Gaudieri (Benevento, ... – dopo l'885), è stato un principe longobardo di Benevento e protospatario bizantino governatore di Oria.

## Biografia
Gaideris, figlio di Radelgardo, erede del principato di Benevento, succede come principe di Benevento nel giugno 878 allo zio Adelchi che prende il potere alla morte di Radelgardo nell'853 in qualità di reggente. Nell'879, durante la disputa per il trono di Capua e la sua diocesi, accorse in aiuto di Landolfo II di Capua contro Pandenolfo. Spodestato da una congiura si rifugiò a Bari sotto la protezione dello Strategos Gregorio; inviato da quest'ultimo a Costantinopoli ricevette la dignità di Protospatario e il governo della città di Oria.